# Trichomycterus catamarcensis
Trichomycterus catamarcensis är en fiskart som beskrevs av Fernández och Richard P. Vari 2000. Trichomycterus catamarcensis ingår i släktet Trichomycterus och familjen Trichomycteridae. Inga underarter finns listade i Catalogue of Life.